# جين ميلفورد
آرثر يوجين «جين» ميلفورد (بالإنجليزية: Gene Milford)‏ (19 يناير 1902 - 23 ديسمبر 1991) كان محرر أفلامٍ ومسلسلاتٍ أمريكي حرّر ما يقارب مئة فيلمٍ طويل. من أهم الأفلام التي عمل عليها فيلم الأفق المفقود (فيلم) (أخرجه فرانك كابرا - 1937)، وفيلم على الواجهة البحرية (أخرجه إيليا كازان - 1954).

## روابط خارجية
- جين ميلفورد على موقع IMDb (الإنجليزية)
- جين ميلفورد على موقع ألو سيني (الفرنسية)
- جين ميلفورد على موقع أول موفي (الإنجليزية)
- جين ميلفورد على موقع قاعدة بيانات الأفلام السويدية (السويدية)
- جين ميلفورد على موقع قاعدة بيانات الفيلم (الإنجليزية)